# 홍콩 관광진흥청
홍콩 관광진흥청(중국어: 香港旅遊發展局, Hong Kong Tourism Board)은 홍콩의 관광 전반의 진흥을 도모하고자 설립된 기관으로서, 1957년에 설립된 홍콩 관광 협회를 재정비하여 2001년에 재설립한 홍콩 특별행정구 정부 산하 기관이다.

## 설명
홍콩 관광진흥청은 정부로부터 재원을 보조받는 공기업으로 설립 목적은 홍콩의 관광 산업의 진흥을 통해 사회 경제적으로 지역사회에 공헌하고 홍콩의 이미지를 차별화하여 세계적 수준의 가장 매력있는 관광 목적지로 위상을 강화하는 것이 주목적이다. 이를 달성하기 위해 홍콩 관광진흥청은 홍콩 특별행정구 정부와 홍콩 관광 사업체 그리고 유관 단체들과 공동으로 해외에서 홍콩을 홍보하며, 또한 관광시설의 질적 도모 및 서비스 수준을 국제적 수준으로 향상시켜 방문객들에게 다양한 홍콩의 경험을 제공하기 위해 업무를 수행하고 있다.
또한 홍콩 관광진흥청은 홍콩 방문객을 대상으로 한 연중 설문 조사로 데이터화된 관광 정보를 여행업계나 관광 관련 기관에 웹페이지를 통해 제공하고 있으며 관광 품질 보증 서비스(Quality Tourism Services (QTS)} 제도를 운영, 관광관련 제품의 서비스와 질을 보증하고 있다.
관광위원회(Tourism Commission}는 홍콩 특별행정구 정부의 관광 정책 부서로서 주요 기능은 홍콩 관광 산업의 발전 도모, 관광 정책의 수립 및 유관정부기관과의 협력 등으로 홍콩 관광진흥청과도 긴밀히 협력해 업무를 추진하고 있다.

## 관광안내센터
- 침사추이 스타페리 부두
- 빅토리아 피크
- 홍콩 국제공항 - 첵랍콕에 위치.

## 해외 지사
서울 (위치:을지로 1가 프레지던트호텔 1105호), 베이징, 상하이, 광저우, 청두, 도쿄, 오사카, 싱가포르, 타이베이, 시드니, 파리, 프랑크푸르트, 토론토, 뉴욕, 로스앤젤레스 등 15개의 해외지사와 5개의 해외대행소가 있다